# Autonomia estratègica de la UE
L'autonomia estratègica es defineix com la capacitat d'un estat o d'una entitat política per defensar els seus interessos nacionals i prendre decisions en matèria de política exterior, seguretat i defensa sense una dependència excessiva d'altres actors internacionals.
En el context comunitari, el concepte d'autonomia estratègica és refereix la capacitat de la Unió Europea per garantir la seva seguretat i defensa sense una dependència excessiva dels Estats Units. Això inclou la capacitat d'actuar de manera autònoma en el seu veïnatge i en l'escena internacional, així com d'adoptar una política exterior coherent i independent, alineada amb els interessos estratègics europeus, però sense supeditar-se a les directrius d'altres potències.

## Unió Europea
Una de les primeres referències a l'autonomia estratègica en els debats del Consell Europeu es remunta al desembre de 2013, quan el Consell va destacar la necessitat de reforçar les capacitats de defensa europees per millorar l'autonomia estratègica de la Unió. Aquest objectiu es va emmarcar dins dels esforços per consolidar una política de seguretat i defensa més autònoma i eficient, capaç de respondre als desafiaments globals sense una dependència excessiva d'actors externs.
L'any 2016, el concepte d'autonomia estratègica va passar a formar part de la doctrina de l'Estratègia Global de la Unió Europea, amb l'objectiu de millorar les capacitats de defensa de la Unió i reduir la seva dependència d'actors externs. L'autonomia estratègica es va consolidar en una prioritat clau per a la Comissió Europea liderada per Ursula von der Leyen, qui va definir el seu executiu com una "comissió geopolítica". Diversos membres destacats de la Comissió Von der Leyen, entre ells Josep Borrell i Thierry Breton, afirmaren que el soft power d'Europa s'ha de complementar amb una dimensió de poder més dura.
Després de la derrota de Donald Trump en les eleccions del novembre de 2020, el concepte d'autonomia estratègica europea va continuar guanyany impuls, especialment sota el lideratge de França, que va promoure aquesta estratègia a nivell comunitari com a resposta a la incertesa sobre el compromís transatlàntic dels Estats Units.
L'autonomia estratègica de la UE és un concepte que inicialment es referia a la política de defensa i seguretat, però que ha anat evolucionant per incloure altres àreas com la política econòmica, energètica i digital. Els estats membres de la Unió Europea, com Alemanya, mostren preferències diferents de França pel que fa a les prioritats d'una política estratègica d'autonomia.

### Administració Biden
Ja el desembre de 2020, l'autonomia estratègica s'havia consolidat com una prioritat en la política de defensa europea. Així ho va reconèixer l'Alt Representant de la UE pels Afers Exteriors i la Política de Seguretat, Josep Borrell, qui, en un discurs retrospectiu, va assenyalar que la presidència de Donald Trump havia demostrat la fragilitat de la dependència europea dels Estats Units, considerant-lo un soci poc fiable.
L'elecció de Joe Biden com a president dels Estats Units va generar expectatives sobre una renovada unitat euroatlàntica, tot i que aquesta havia de conciliar amb el projecte d'autonomia estratègica de la Unió Europea. Segons el New York Times, l'elecció de Joe Biden va accentuar les discòrdies entre França i Alemanya sobre el futur de la defensa europea i l'autonomia estratègica. El novembre de 2021, l' administració Biden va instar la UE a desenvolupar les seves pròpies capacitats militars creïbles.
La invasió russa d’Ucraïna el 2022 va ser interpretada per Emmanuel Macron com un atac directe a les institucions europees i una prova de foc per a l’autonomia estratègica de la Unió Europea. El conflicte va posar en relleu la vulnerabilitat de la UE en matèria de seguretat i defensa, reforçant la necessitat de reduir la seva dependència externa i de desenvolupar una capacitat de resposta pròpia davant amenaces a la seguretat del continent.
El 2 de desembre de 2022, la primera ministra de Finlàndia, Sanna Marin, va afirmar que Europa havia de reforçar les seves capacitats de defensa, ja que actualment "no són prou fortes" per fer front per si soles a la invasió russa d'Ucraïna. Marin va subratllar que els països europeus havien depès en gran manera del suport militar nord-americà, evidenciant la necessitat d’una major autonomia estratègica en seguretat i defensa dins de la Unió Europea.
A l’abril de 2023, durant una entrevista concedida en un avió després d’una visita d’estat de tres dies a la Xina, el president francès Emmanuel Macron va advocar perquè la Unió Europea reduís la seva dependència dels Estats Units i reforcés la seva autonomia estratègica, especialment en matèria de seguretat i defensa. Macron va advertir que Europa hauria d’evitar ser arrossegada a un enfrontament entre els EUA i la Xina per Taiwan, subratllant la importància que la UE mantingui una posició independent en l’escenari geopolític global.
El president francès també havia defensat la idea que Europa esdevingui una "tercera superpotència", capaç de tenir un paper autònom i influent en la política internacional. Segons Macron, per assolir aquest objectiu, la UE hauria de potenciar les seves pròpies indústries de defensa i reduir la seva dependència de l’extraterritorialitat del dòlar nord-americà, reforçant així la seva sobirania econòmica i estratègica.